# Consorzio dei Comuni della Valle d’Aosta
Das Consorzio dei Comuni della Valle d’Aosta – Bacino imbrifero montano della Dora Baltea (französisch Consortium des Communes de la Vallée d'Aoste – Bassin de la Doire Baltée) ist eine öffentlichrechtliche Organisation für das Wassermanagement in der Autonomen Region Aostatal in Italien.
Die Genossenschaft der Gemeinden im Aostatal wurde am 29. Oktober 1955 aufgrund des italienischen Gesetzes Nr. 959 vom 27. Dezember 1953 gegründet, welches anordnete, dass in den Einzugsgebieten der Gebirgsflüsse Italiens solche Gremien zu bilden seien, um die von Kraftwerkbetreibern zu zahlenden Abgaben auf die Gemeinden zu verteilen. Alle 74 Gemeinden der Region Aostatal haben sich der Organisation angeschlossen.
Die Gemeindegenossenschaft BIM Dora Baltea ist seit dem Jahr 1999 im Sinne des gesetzlichen Konzepts Ambito territoriale ottimale zuständig für die allgemeine Nutzung der Gewässer am Oberlauf der Dora Baltea und auch für die Wasserversorgung und die Abwasserbeseitigung in der Region.
Der Sitz des BIM Dora Baltea befindet sich in Aosta.